# .bm
.bm is het topleveldomein van Bermuda. De domeinnaam werd voor het eerst gebruikt in 1993. De administratie van het .bm-domein ligt bij de Bermuda College, een school voor hoger onderwijs. De verantwoordelijkheid van het top-level-domein ligt ook bij deze instelling.

## Tweede-level subdomeinen
Er zijn 5 tweede-level subdomeinen:
- com.bm
- edu.bm
- gov.bm
- net.bm
- org.bm